# HD 138245
HD 138245，又名BD+62 1414，SAO 16740、HR 5754，是一颗恒星，视星等为6.5，位于銀經97.74，銀緯46.48，其B1900.0坐标为赤經15h 25m 54s，赤緯+62° 46.48′ 17″。